# OK Smederevo
 (signalé en mai 2025).
Si vous disposez d'ouvrages ou d'articles de référence ou si vous connaissez des sites web de qualité traitant du thème abordé ici, merci de compléter l'article en donnant les références utiles à sa vérifiabilité et en les liant à la section « Notes et références ».
- Archive Wikiwix
- Bing
- Cairn
- DuckDuckGo
- E. Universalis
- Gallica
- Google
- G. Books
- G. News
- G. Scholar
- Persée
- Qwant
- (zh) Baidu
- (ru) Yandex
- (wd) trouver des œuvres sur Wikidata

Le OK Smederevo est un club serbe de volley-ball basé à Smederevo.

## Palmarès
Néant.

## Effectif de la saison en cours
Entraîneur : Goran Jančić  Serbie-et-Monténégro ; entraîneur-adjoint : Dragan Anđelković  Serbie-et-Monténégro
| Numéro | Nom                 | Taille | Nationalité          |
| 1      | Milan MILOJEVIĆ     | 1,93   | Serbie-et-Monténégro |
| 2      | Marko STEFANOVIĆ    | 1,92   | Serbie-et-Monténégro |
| 3      | Miloš RADOJKOVIĆ    | 1,98   | Serbie-et-Monténégro |
| 4      | Saša KOJIĆ          | 2,00   | Serbie-et-Monténégro |
| 5      | Andrija KATIĆ       | 1,94   | Serbie-et-Monténégro |
| 6      | Milan MIJALKOVIĆ    | 1,99   | Serbie-et-Monténégro |
| 7      | Stevan STEVANOVIĆ   | 1,98   | Serbie-et-Monténégro |
| 8      | Radosav DOJČILOVIĆ  | 2,00   | Serbie-et-Monténégro |
| 9      | Miloš STEVANOVIĆ    | 1,94   | Serbie-et-Monténégro |
| 10     | Bojan DROBNJAK      | 1,99   | Serbie-et-Monténégro |
| 11     | Vladimir TANASKOVIĆ | 1,96   | Serbie-et-Monténégro |
| 12     | Darko BOJKOVIĆ      | 1,94   | Serbie-et-Monténégro |
| 13     | Igor GATALICA       | 1,95   | Serbie-et-Monténégro |
| 14     | Miloš RADOSAVLJEVIĆ | 1,85   | Serbie-et-Monténégro |
| 15     | Vladimir DUDIĆ      | 2,06   | Serbie-et-Monténégro |
| 16     | Boris DRAKULIĆ      | 1,83   | Serbie-et-Monténégro |
| 18     | Aleksandar MADIĆ    | 1,98   | Serbie-et-Monténégro |